# Dobromil Uran
Dobromil Uran, slovenski strojni inženir, * 4. junij 1896, Ljubljana, † 15. april 1965, Ljubljana.

## Življenje in delo
Rodil se je očetu Janezu in materi Uršuli (roj. Hribar).
Osnovno šolo in realko je končal v rojstnem kraju (1915) ter tu nadaljeval visokošolski tečaj na univerzi (1919–1920), nato študiral na Tehniški visoki šoli v Brnu (1920-1923), kjer je 1923 tudi diplomiral. Zaposlen je bil 1923–1926 v ljubljanskih v Strojnih tovarnah in livarnah sprva kot konstruktor, nato kot vodja mehaničnega obrata; 1926 do 1941 v Mariboru  kot pomočnik upravnika državnih železniških delavnic in 1945 kratek čas kot njihov upravnik; vmes je bil 1941–1945 v Ljubljani dodeljen kot inženir delavnici železniških vozil v Šiški; od oktobra 1945–1949 pa v Beogradu glavni direktor vseh železniških delavnic v Jugoslaviji in v tem času izvedel njihovo obnovo v Nišu, Sarajevu, Smederevu, Subotici in Zagrebu.
Z uvedbo novih varjenih konstrukcij je obnovil vozni park državnih železnic, lokomotiv, vagonov. Leta 1949 je bil izvoljen za izrednega 1957 pa za rednega profesorja FS v Ljubljani. Med drugim je predaval o motorjih z notranjim zgorevanjem, plinskih generatorjih, industrijski varnosti in varilstvu. Kot sodni izvedenec za motorje z notranjim zgorevanjem je sodeloval tudi pri Inštitutu za motorje Tovarne avtomobilov Maribor in bil sodelavec pri reviji Varilna tehnika. Bil je častni član športnega društva Železničar v Mariboru (od 1949). Za delo pri obnovi železnic je bil odlikovan z Redom dela z zlatim vencem.